# Jarmo Sermilä
Jarmo Sermilä (* 16. August 1939 in Hämeenlinna; † 26. Juni 2024 ebendort) war ein finnischer Komponist der Neuen Musik, der sich auch als Jazzmusiker (Trompete, Flügelhorn, auch Keyboard, Synthesizer) betätigte.

## Leben und Wirken
Sermilä studierte Musikwissenschaft an der Universität Helsinki und schloss sein Studium 1975 ab. Außerdem studierte er Komposition in Prag bei František Kovaříček und Joonas Kokkonen an der Sibelius-Akademie und schloss sein Diplom 1975 ab. Während seiner Karriere arbeitete Sermilä von 1966 bis 1971 als Kurator am Geburtshaus von Jean Sibelius, 1971–76 als Direktor des finnischen Musikinformationszentrums (heute Music Finland), 1975–79 als Leiter des Experimentierstudios von Yleisradio und als Künstler aus dem Kreis Häme.
Sermilä war von 1994 bis 1999 stellvertretender Vorstandsvorsitzender der finnischen Verwertungsgesellschaft Teosto. Im Jahr 2004 wurde ihm der Professorentitel verliehen. Sermilä war außerdem Vorstandsmitglied, Vizepräsident und Geschäftsführer des Vereins Suomen Säveltäjät. Im Jahr 2005 wurde er zum Ehrenmitglied des Vereins ernannt. Unter eigenem Namen veröffentlichte er mehrere Alben auf seinem Label Jase, er arbeitete u. a. mit Edward Vesala, Rudolf Dašek, Emil Viklický und Teppo Hauta-aho, außerdem mit Willem Breuker und Jouni Kesti zusammen und war Mitglied im Finnczech Quartet und der Formation Paraneuro. Im Bereich des Jazz war er laut Tom Lord zwischen 1973 und 1994 an acht Aufnahmesessions beteiligt.
Sermiläs Schaffen umfasste Ballettmusik und Orchesterwerke, der Schwerpunkt von Sermiläs Kompositionsproduktion lag auf Kammermusik und elektroakustischer Musik. Darüber hinaus umfasste sein Schaffen unter anderem auch Orchesterwerke. In seinen frühen Werken nutzte Sermilä die Atonalität als Hauptmittel, jedoch nie streng oder seriell, da ihn sein Interesse an der Musik von Edgard Varèse zur freien Tonalität führte. Als Jazzmusiker waren seine Instrumente Trompete und Flügelhorn.

## Diskographische Hinweise
- Erkki Jokinen, Jarmo Sermilä, Tauno Marttinen: New Finnish Music 1 (1980)
- Jarmo Sermilä / Einar Englund, Radion Sinfoniaorkesteri, Jukka-Pekka Saraste: Labor / Fennica (1986)
- Jarmo Sermilä: At Bizarre Exits (1992)
- Jarmo Sermilä + Emil Viklický + Duo Dimensio: Technogourmet (2001)
- Citymusic (2095)
- Jiří Anderle / Jarmo Sermilä / Alex Švamberk / Emil Viklický – The Pendulum of Time = Kyvadlo Času (2006)